# Bloods
Bloods (с англ. — «Кровавые») — альянс афроамериканских уличных группировок Южного централа (Комптона, Инглвуда), а также пригородов Лос-Анджелеса, существующий с 1972 года. Численность группировок Bloods оценивается от 20 до 30 тысяч человек. Банда известна своими уличными стычками с другими бандами, нелегальной продажей наркотиков и другими преступлениями.

## История создания
В 1971 году Crips (англ. crips — калеки), мощная банда, контролировавшая более половины бандитских районов в Комптоне и примерно треть в Инглвуде, начала войну с другими афроамериканскими бандами из пригородов Лос-Анджелеса, самыми крупными из которых являлись L.A. Brims, Bishop и Athens Park Boys.
Крупная чёрная банда Piru Street Boys (Также Pirus) фактически до 1972 года была частью Crips и называлась Piru Street Crips. Летом 1972 года между Pirus и другими группировками Crips началась вражда.
Банда Pirus, как и другие группировки в пригородах Лос-Анджелеса, не могла конкурировать с бандой Crips, значительно превосходившей их по численности, вооружению, да и вообще территориально. И поэтому осенью Pirus организовали встречу, на которую были приглашены все банды, подвергавшиеся нападениям со стороны Crips. На этой встрече обсуждался вопрос о создании нового альянса, который мог бы противостоять Crips. В качестве опознавательного цвета союзников был выбран красный, отсюда и их название — Bloods (англ. bloods — кровавые, красные). Позже многие другие банды, враждовавшие с Crips, присоединялись к альянсу Bloods.
Отдельные группировки конфедерации (от 3 и более членов), называются сетами (англ. sets) или треями (англ. trays). Несмотря на то, что в коалицию входят только афроамериканские банды, отдельные сеты состоят как частично, так и полностью из латиноамериканцев, азиатов и белых. Белых также можно встретить и в основном составе банды.
Так же, как и Crips, коалиция Bloods имеет свой сленг и свой алфавит (английский алфавит с видоизменёнными символами). Используя эти символы, члены банды отмечают свою территорию с помощью аэрозольной краски, оставляя теги. Члены группировки называют себя CK'z (Crip Killaz — с англ. «Убийца калек») или MOB (Member of Bloods — «Участник банды кровавых»).
Также в среде банды появился танец B-Walk, (Blood-Walk), являющийся аналогом C-Walk (Crip-Walk) у банды Crips. Отличие B-Walk’а — изменённые движения ногами и движения руками, практически отсутствующие в C-Walk’е. После того, как в 2004 году банда Piru Street Boys из-за внутренних разногласий вышла из коалиции, было принято соглашение о перемирии между Bloods и Crips, но его можно считать формальным.

## B-Walk
Blood Walk или B-Walk — танец, похожий на C-Walk, но с изменёнными движениям ног, где перечёркивают букву С, возник во время создания альянса афроамериканских уличных группировок Bloods. Если в C-Walk движения руками почти не использовались, то в B-Walk их использовали достаточно много. Так же, как и C-Walk, B-Walk запрещён в школах США по разным причинам.

## Прочие факты
- В 7 сезоне 2 серии «Сумасшедшие калеки» сериала South Park сюжет основан на конфликте банд Crips и Bloods.
- В сюжете компьютерных игр Grand Theft Auto: San Andreas и Grand Theft Auto V присутствует война внутриигровых альянсов банд Families и Ballas. Несмотря на другие цвета (зелёный и фиолетовый) алфавиты банд в игре схожи с реально существующими алфавитами Bloods и Crips. Также это замечено тегами банд в этих играх.
- В состав альянса входили 2Pac, The Game, DJ Quik, Mack 10, Шуг Найт, YG, 21 Savage и многие другие.